# Chaunax endeavouri
Chaunax endeavouri — вид вудильникоподібних риб родини Chaunacidae.

## Поширення
Риба поширена вздовж східного узбережжя Австралії на глибині 50-300 метрів.

## Опис
Тіло завдовжки до 22 см, кулясте, звужується в напрямку до хвоста, вкрите дрібними колючками. На лобі є вудка (іліцій) з чорною приманкою (ескою).